# Mare de Déu del Roser de Can Barnils
La Mare de Déu del Roser és la capella del mas Barnils, a l'extrem nord del municipi de Sant Quirze Safaja, de la comarca del Moianès, inclosa en l'Inventari del Patrimoni Arquitectònic de Catalunya.

## Descripció
L'ermita és dalt d'un turó de 841,5 metres sobre el nivell del mar situat 200 metres al nord del mas, a tocar del límit amb Castellcir. S'hi accedeix des del mas de Bernils per un curt camí cap al nord que puja al turó esmentat; el darrer tram d'aquest curt camí fa la volta des de l'est cap al nord i oest per pujar al capdamunt del turó.
La planta és d'una sola nau amb absis quadrat i capella al costat sud. La coberta és de volta de canó. Teulada a doble vessant i campanar d'espadanya d'un sol ull. Ràfec a la catalana.
A la façana hi ha una porta rectangular amb llinda motllurada i dovelles als costats, al damunt hi ha una placa amb relleu amb la inscripció AVE MARIA i, a sobre, un ull de bou. A la capella hi ha una porta quadrada amb llinda i una finestra d'arc de mig punt. L'arrebossat dibuixa l'emmarcament de la finestra i fa nu dibuix geomètric als murs. A l'interior hi ha una valuosa imatge de marbre presidint l'altar.